# Staustufe Obernau
Die Staustufe Obernau ist eine Staustufe des Mains bei Mainkilometer 92,91 in Obernau, Aschaffenburg.

## Geschichte
Die Staustufe wurde in den Jahren 1926 bis 1929 ohne eine Floßgasse errichtet. Die Gesamtanlage besteht aus einem dreifeldrigen Trommelwehr (Stauziel 402 Zentimeter über Unterwasser) mit Fischpass und Bootsschleuse, einer 300 Meter langen Schleusenkammer mit oberem und unterem Vorhafen sowie dem Wasserkraftwerk, dessen beide Kaplan-Turbinen zusammen eine mittlere Jahresarbeit von rund 26 Mio. Kilowattstunden leisten.

## Bauwerk
Der eiserne Wehrsteg ist über steile Treppen zu erreichen, ansonsten frei zugänglich. Die Getriebe und Ketten zum Heben und Senken der Wehrtrommeln sind, im Gegensatz zu den meisten Staustufen am Main weitgehend einsehbar. Der damalige Baufortschritt ist an den unbehandelten Betonierabschnitten mit ihren Nestern und Aussinterungen deutlich erkennbar geblieben. Da sich nicht nur an den Schwergewichtsmauern der Schleusenkammern Betonschäden zeigten, wurde ab 2008 die Staustufe renoviert.

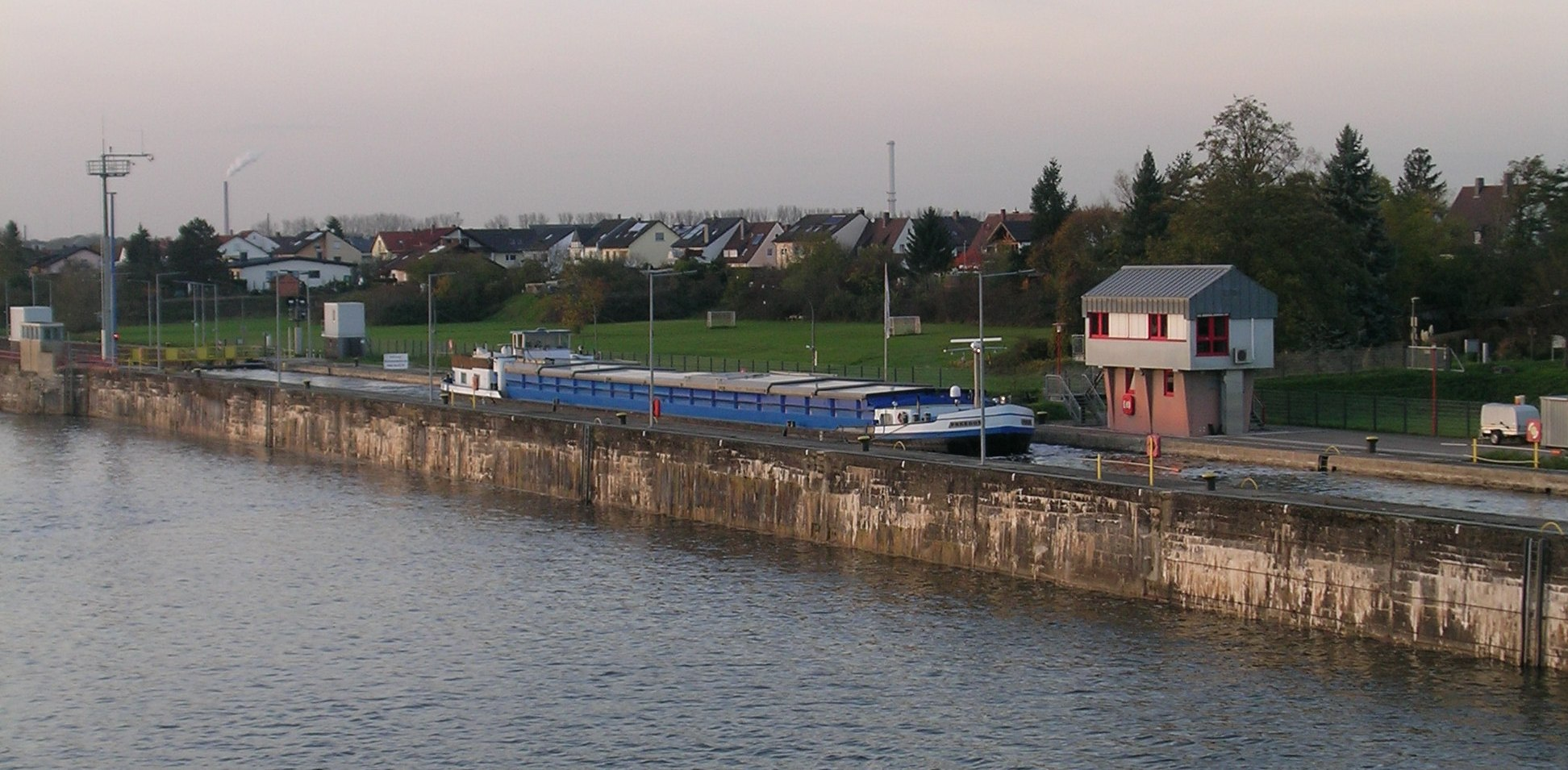
Schiff in Schleusenbecken
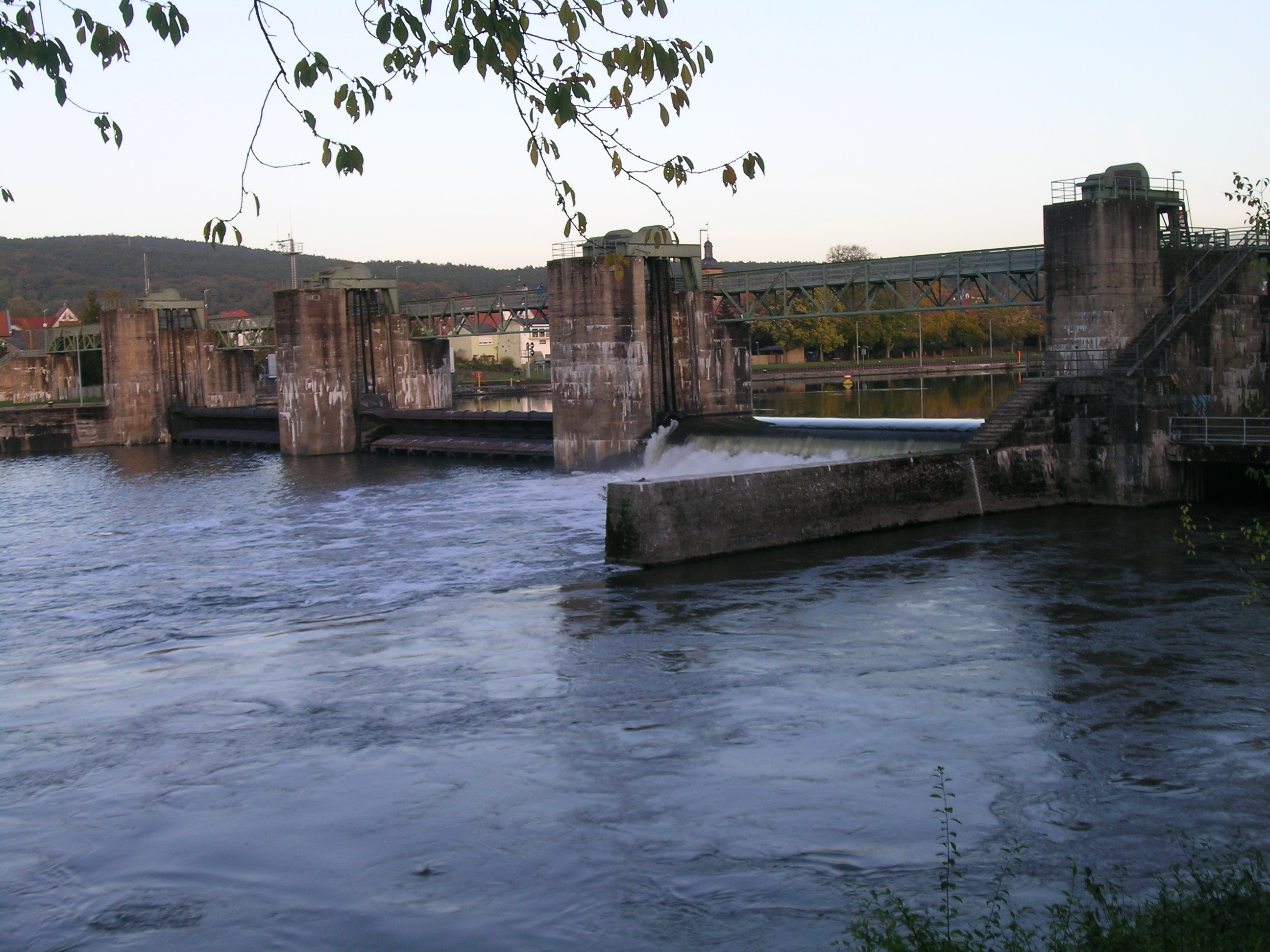
Wehranlage (Unterseite)
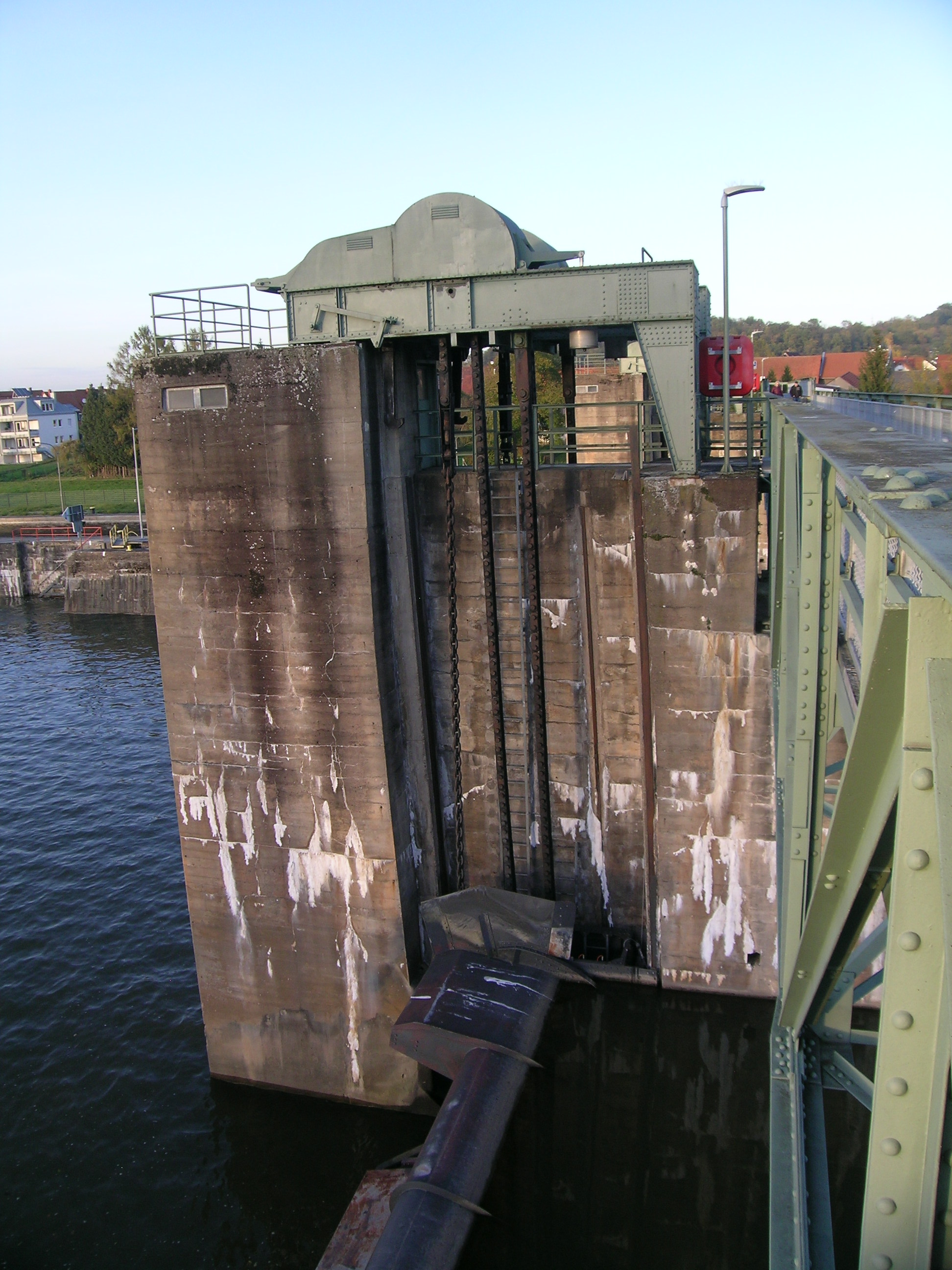
Wehr geschlossen
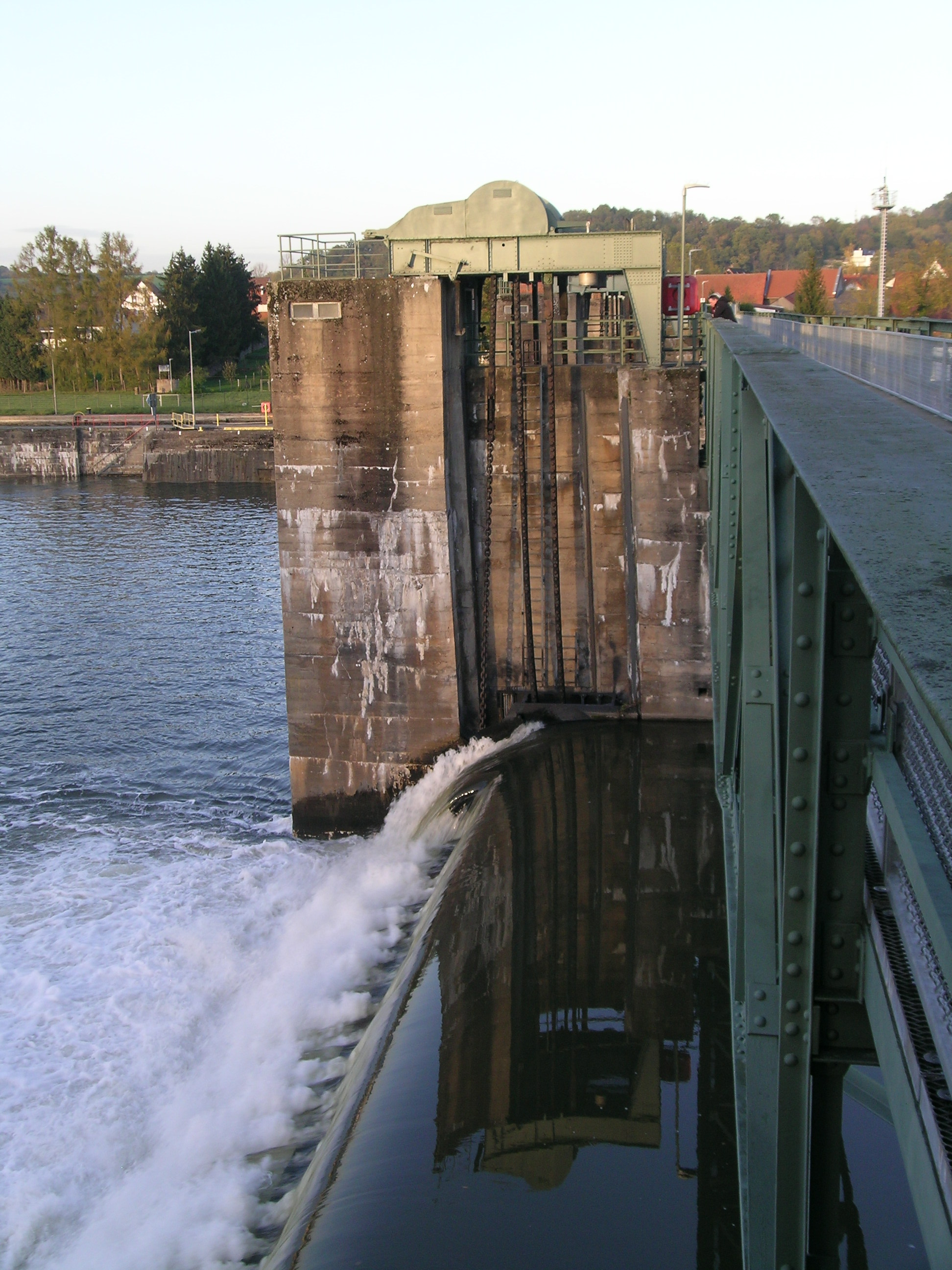
Wehr geöffnet
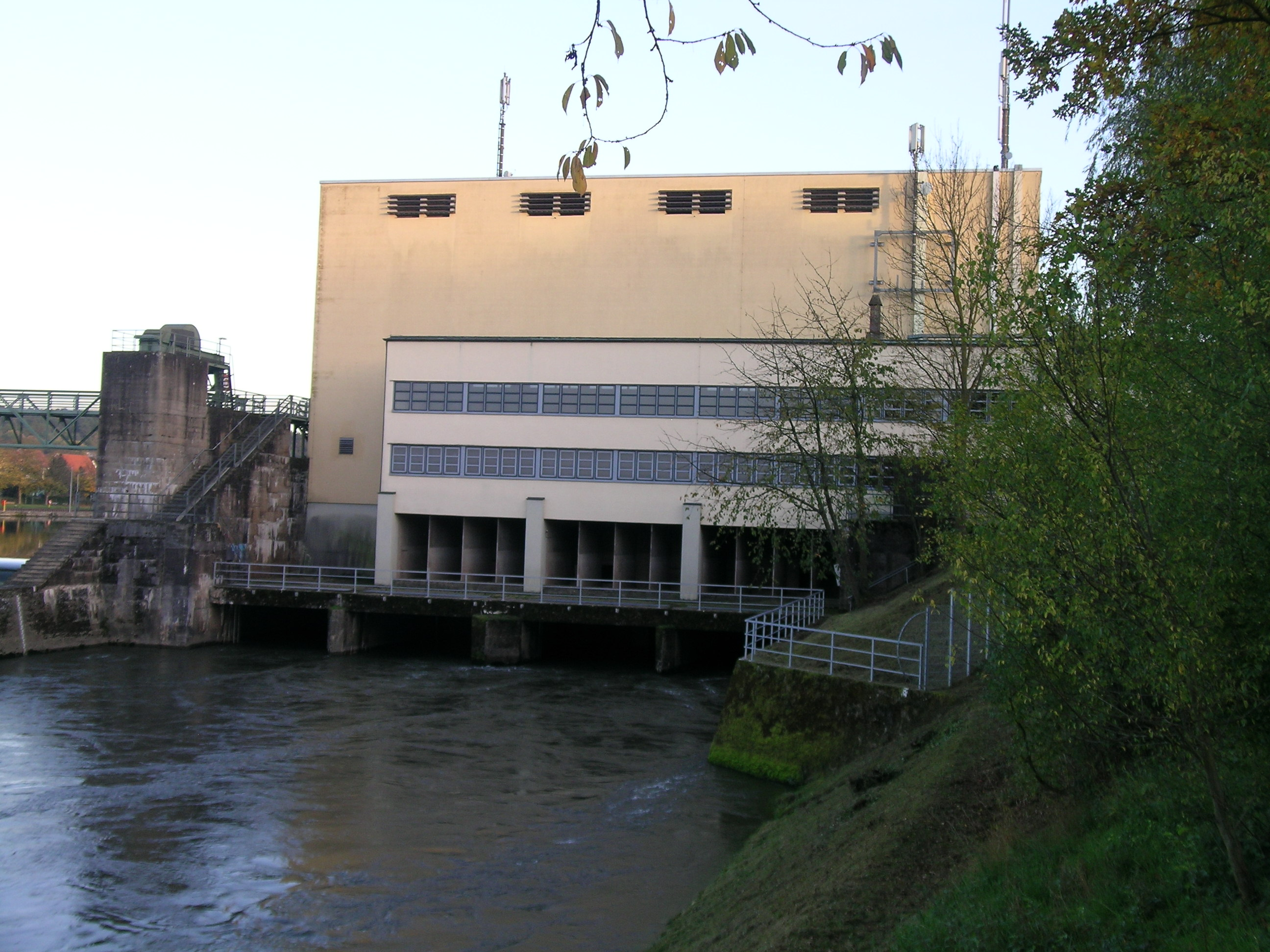
Kraftwerk (Auslauf)

## Neubau
Da die Staustufe Obernau vor allem wegen Frostschäden in ihrem schon ziemlich porösen Kernbeton nicht mehr als ausreichend betriebssicher gilt, sind ca. 160 Meter flussabwärts eine neue, wassergefüllte Schlauchwehranlage zu ebenfalls drei Feldern sowie neue Kammern für die Schiffs- und die Bootsschleuse geplant. Das Planfeststellungsverfahren wurde im Juli 2017 begonnen.
Weil die neue 300 m lange und 12,50 m breite Kammer der Schiffsschleuse für den Hochwasserabfluss mitgenutzt werden soll, ist das obere Schleusentor, nicht wie das untere als Stemmtor vorgesehen, sondern als Drehsegmenttor. Die neue Wehranlage soll über einen barrierefreien und für die Allgemeinheit dauernd zugänglich gehaltenen Wehrsteg von Ufer zu Ufer überbrückt werden.
Das Bauvorhaben soll weitestgehend vom linken Mainufer aus und über eine Behelfsbrücke abgewickelt werden. Der Bau soll nach der Planfeststellung und zwei Jahren Vorbereitung im Jahr 2022 beginnen. Als Bauzeit bis zur Inbetriebnahme werden siebeneinhalb Jahre veranschlagt. Danach soll die alte Schleusenkammer noch fünf Jahre lang betriebsbereit gehalten und anschließend über eine Zeit von weiteren zwei Jahren nach und nach verfüllt werden.
Außer den notwendigen Anpassungen des unteren Kraftwerkskanals sind an dem 1926–1930 errichteten Wasserkraftwerk der Rhein-Main-Donau AG keine Änderungen vorgesehen. Das Kraftwerk verfügt über zwei Kaplan-Turbinen mit einer Ausbauleistung von 3.200 kW, deren Schluckvermögen bei 175 m³/s liegt.